# HMS Dreadnought (S101)
Pour les autres navires du même nom, voir HMS Dreadnought.
Le HMS Dreadnought, septième du nom, est un sous-marin nucléaire conçu pour la Royal Navy et construit au chantier naval Vickers-Armstrong Limited de Barrow-in-Furness.
Lancé en 1960, le jour du Trafalgar Day par la reine Élisabeth II, il est mis en service en avril 1963 selon le traité bilatéral de défense mutuelle entre les États-Unis et le Royaume-Uni.

## Conception
La Royal Navy avait commencé des recherches sur la propulsion nucléaire navale dès 1946, mais ce travail a été suspendu dès 1952. En 1955, l'United States Navy met en service leur premier sous-marin nucléaire d'attaque l'USS Nautilus. Le First Sea Lord Louis Mountbatten, amiral de la Royal Navy, demande l'aide américaine pour reprendre la construction d'un sous-marin britannique identique : le réacteur nucléaire S5W sera de fabrication américaine, la coque et les systèmes de combat de conception britannique.
Durant sa construction, l'Autorité britannique de l'énergie atomique demande à la firme Rolls-Royce de développer son propre propulseur nucléaire pour équiper les sous-marins à venir.

## Service
Le 24 juin 1967, il lance trois torpilles sur le chimiquier ouest-allemand Essberger Chemist qui s'était cassé en deux au large des Açores, si la section avant avait coulé, la section arrière menaçait la navigation. La frégate HMS Salisbury (F32) tira également sur l’épave pour l'envoyer par le fond.
Le 3 mars 1971, il est le premier sous-marin britannique à joindre le pôle Nord.
Il est désarmé au chantier naval de Rosyth en 1980 et était toujours en attente de démolition en 2024.

## Sources
- (en) Cet article est partiellement ou en totalité issu de l’article de Wikipédia en anglais intitulé « HMS Dreadnought (S101) » (voir la liste des auteurs).